# Cervantes (Galicja)
Cervantes – gmina w Hiszpanii, w prowincji Lugo, w Galicji, o powierzchni 277,63 km². W 2011 roku gmina liczyła 1593 mieszkańców.